# 18291 Wani
18291 Wani è un asteroide della fascia principale. Scoperto nel 1977, presenta un'orbita caratterizzata da un semiasse maggiore pari a 2,5763334 UA e da un'eccentricità di 0,2297292, inclinata di 4,43076° rispetto all'eclittica.